# Ligue antimaçonnique belge

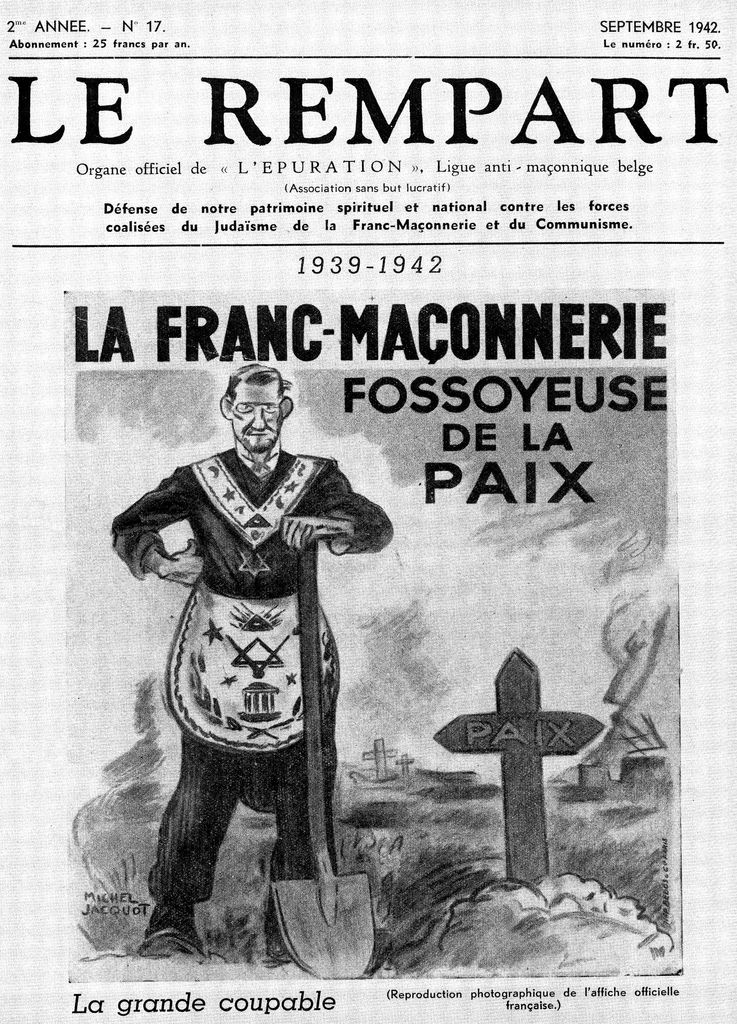
Ligue antimaçonnique belge, 1942.

De Ligue antimaçonnique belge of Belgische Antivrijmetselaarsbond was een  antimaçonnieke katholieke organisatie die bestond tussen 1910 en 1914.  Haar doel bestond erin de vrijmetselarij te bestrijden.  Hiertoe gaf zij een Bulletin antimaçonnique uit. 

## Geschiedenis
De Belgische Antivrijmetselaarsbond werd opgericht n.a.v. het katholiek congres te Mechelen dat plaatsvond van 23 tot 26 september 1909.  Een veelheid aan actuele thema's werd er besproken.  
Een redevoering gehouden door Maximiliaan de Renesse-Breidbach was de aanleiding van de oprichting.  Hij stelde dat de Belgische vrijmetselarij een groot machtscentrum binnen de Belgische staat was dat ondanks meer dan vijfentwintig jaar onafgebroken katholiek bestuur nog steeds alle sleutelposten in de openbare besturen, pers, justitie, leger, onderwijs en administratie bezette.
Van Renesse-Breidbach drong er bij de congresgangers op aan een absolute noodzaak te maken van: op alle manieren de mortelbroeders te bestrijden, hunne handelingen met de stem der drukpers openbaar te maken, hunne namen te doen kennen.. Hij stelde voor om een verbond te vormen dat voor doel zal hebben den vijand van ons geloof, van onze godsdienst te keer te gaan en zelfs van hem terug te drijven in zijne geheime krochten.  Zijn voorstel werd aangenomen en de oprichting van een Belgische antimaçonnieke liga was in 1910 een feit.
Deze liga zou uitsluitend worden samengesteld uit leken, met een centrale zetel en onderafdelingen op provinciaal en regionaal vlak. Van Renesse-Breidbach werd voorzitter.  De jonge Brusselse jurist Valentin Brifaut werd als secretaris de drijvende kracht in het bestuur. Overige bestuursleden waren Pierre de Liedekerke (onderoorzitter), Fernand Orban de Xivry (ondervoorzitter), Jean de Jonghe d'Ardoye (penningmeester), Henri de la Barre d'Erquelinnes (toegevoegd secretaris) en de gewone bestuursleden Paul de Lhoneux, Alfred Le Grelle, Paul Gendebien en Joseph Nève.
De Antivrijmetselaarsbond moest enerzijds een informatie- en propagandacentrum worden en anderzijds een volwaardige katholieke drukkingsgroep.  
Brifaut haalde zijn inspiratie voor de Belgische Antivrijmetselaarsbond ongetwijfeld bij de Association Antimaçonnique de France en andere, vergelijkbare Franse organisaties. 
De Antivrijmetselaarsbond zou ook tentoonstellingen en conferenties organiseren, brochures, affiches en postkaarten publiceren en een eigen tijdschrift verzorgen. De organisatie richtte zich voornamelijk op de Franssprekende hogere klasse. Het tijdschrift stelde de in hun ogen samenzwerende activiteiten van de loges aan de kaak, publiceerde foto’s van broeders die hun werkplaats verlieten en bracht interne documenten in de openbaarheid.
Met het uitbreken van de Eerste Wereldoorlog verdween de Bond.